# Pamphaios
Pamphaios (Παμϕαῖος; fl. VI-V secolo a.C.) è stato un ceramista greco antico, attivo ad Atene tra il 510 e il 480 a.C.
Si formò presso il ceramista Nikosthenes di cui proseguì il lavoro e i suoi vasi vennero decorati a figure nere e a figure rosse dai maggiori ceramografi del periodo tardo arcaico quali Oltos, Epitteto, il Pittore di Nikosthenes e il Pittore di Euphiletos. Le figure nere comprendono coppe e hydriai, mentre la produzione decorata a figure rosse fu più vasta.
La continuità tra l'officina di Nikosthenes e quella di Pamphaios è avvertibile in un medesimo modo di concepire il proprio lavoro con produzioni particolari per mercati specifici come l'Etruria, e con una offerta che copriva una gamma molto ampia di livelli qualitativi. Già il Ducati notava la varietà nelle firme di Pamphaios, dovuta probabilmente all'apposizione delle stesse da parte di collaboratori diversi.
Il suo nome viene frequentemente ricordato come probabile committente del noto Rilievo del vasaio (Acropolis 1332) attribuito ad Endoios e conservato al Museo dell'acropoli di Atene.